# Myrdal (stacja kolejowa)
Myrdal – węzłowa stacja kolejowa w miejscowości Flåm w gminie Aurland w Norwegii na linii Bergensbanen łączącej Oslo z Bergen w odległości 335 km od Oslo i leży na wysokości 866 m n.p.m.. Stacja nie ma połączenia drogowego ze światem zewnętrznym.

## Ruch pasażerski
Stacja jest mijanką dla linii Bergensbanen jak też  początkową stacją linii Flåmsbana prowadzącej wzdłuż doliny Flåm (Flåmsdalen) do miejscowości Flåm położonej nad Aurlandsfjord - odnogą Sognefjord. Jest również stacją końcową dla kolei aglomeracyjnej Bergen. Posiada 3 perony o numerach 1, 2 i 11.

## Obsługa pasażerów
Poczekalnia, automaty żywnościowe, WC, automatyczna przechowalnia bagażu